# Karl Kodat
Karl Kodat (Wenen, 10 februari 1943 – 29 februari 2012) was een Oostenrijks voetballer. Kodat speelde bijna zijn gehele professionele carrière in zijn geboorteland, hoewel hij ook zes jaar lang voor het Belgische Antwerp FC speelde. Hier speelde hij 233 officiële wedstrijden, waarin hij 115 doelpunten scoorde. Tevens speelde hij in 1971 5 wedstrijden voor het Oostenrijks voetbalelftal.
Kodat overleed uiteindelijk op 69-jarige leeftijd ten gevolge van een korte, maar ernstige ziekte.